# Motu Nui
Motu Nui – największa z trzech wysepek położonych na południe od Wyspy Wielkanocnej. Nazwa w języku rapanui oznacza dosłownie "duża wyspa". Jej powierzchnia wynosi niespełna 4 hektary. Stanowi wierzchołek podwodnej góry wznoszącej się  z dna morskiego na wysokość ponad 2000 m. Najbardziej na zachód położony punkt Chile. 
W przeszłości Motu Nui była centrum corocznych religijnych zawodów w zdobyciu pierwszego jaja rybitwy manutara. Ostatnie zawody odbyły się w 1888 roku.